# 利佩斯山脈

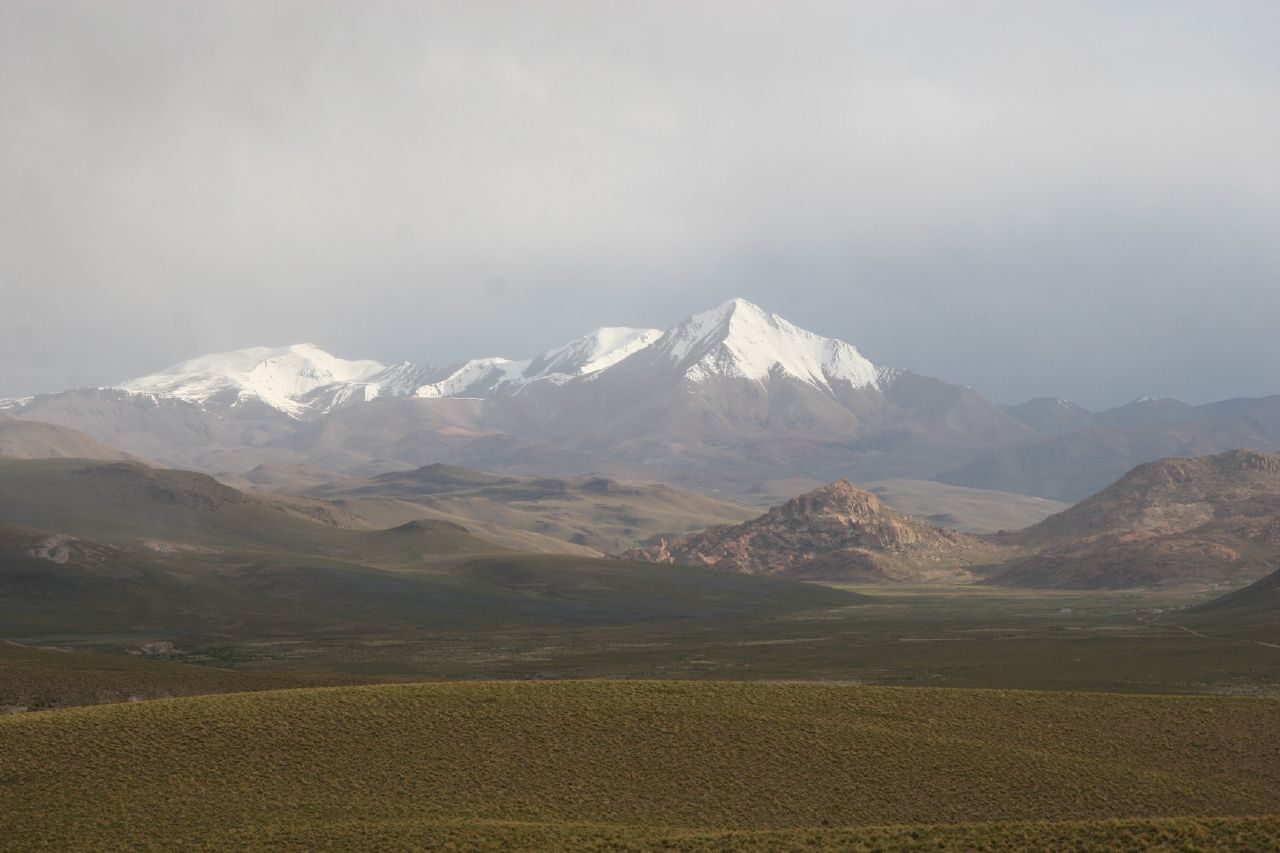

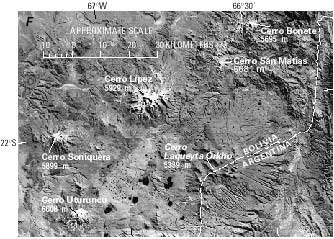
位于玻利维亚最南端、与阿根廷接壤的利佩斯山脉的一部分

利佩斯山脈是南美洲的山脈，位於玻利維亞西南部波托西省，屬於安第斯山脈的一部分，毗鄰與阿根廷接壤的邊境，面積23,400平方公里，最高點海拔高度6,008米，为乌图伦古火山

## 相关链接
- Sierra de Lípez, June 1, 2002 by David Yetman, in English.